# Cagnò
Cagnò is een plaats en voormalige gemeente in de Italiaanse provincie Trente (regio Trentino-Zuid-Tirol) en telt 378 inwoners (31-12-2004). De oppervlakte bedraagt 3 km², de bevolkingsdichtheid is 126 inwoners per km².

## Geografie
De plaats ligt op ongeveer 670 m boven zeeniveau.
Brez · Cagnò · Cloz · Revò · Romallo
1. ↑  Popolazione Residente al 1° Gennaio 2018. Istituto Nazionale di Statistica. Geraadpleegd op 16 maart 2019.